# 아일랜드시티 중앙공원

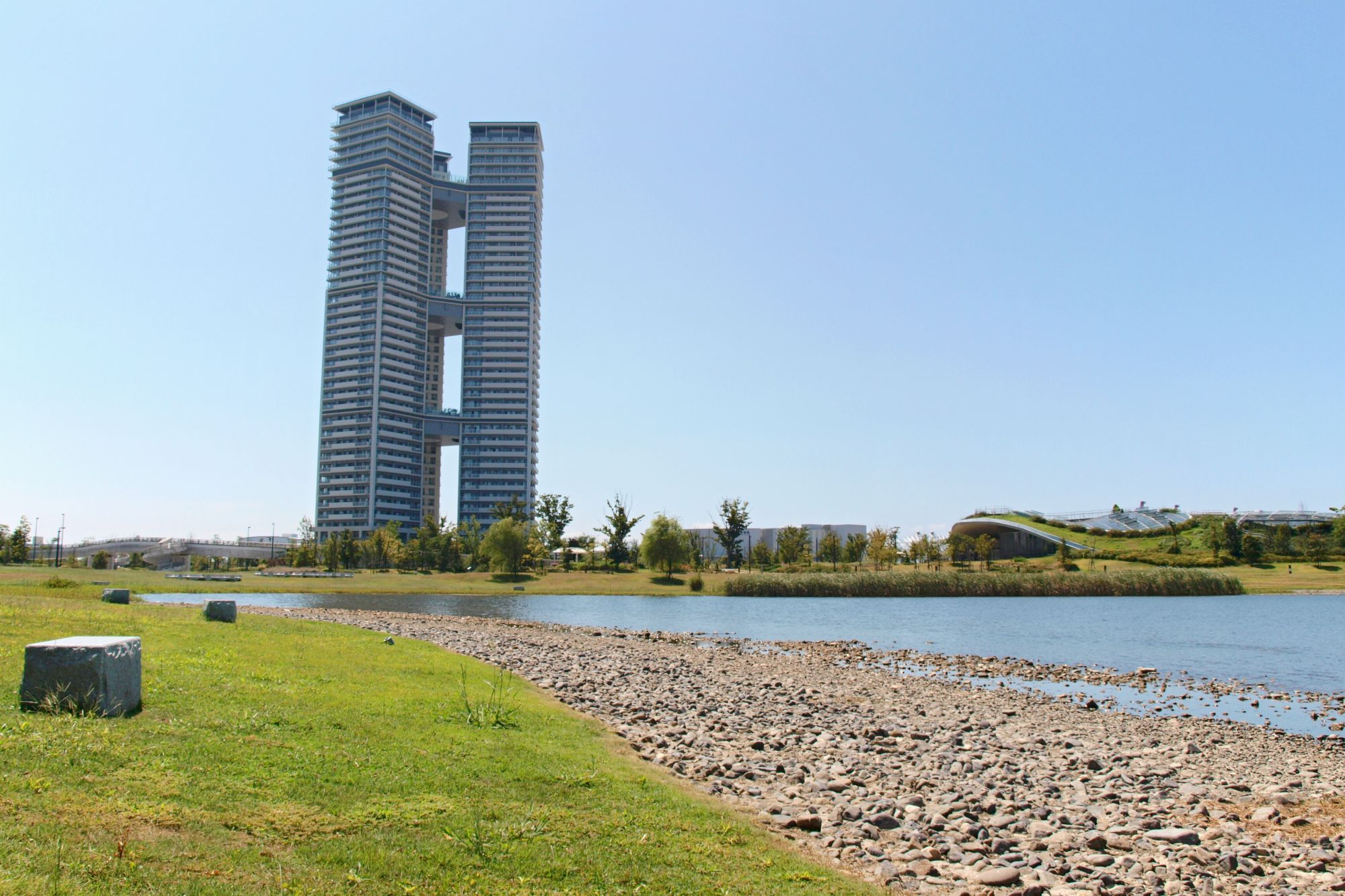
아일랜드시티 중앙공원 일대 전경. 윗부분에 우뚝 올라선 건축물은 아일랜드타워 스카이클럽이다.

아일랜드시티 중앙공원(일본어: アイランドシティ中央公園)은 후쿠오카현 후쿠오카시 히가시구 안에 위치한 공원(도시공원이자 종합공원)이다. 이 공원은 2005년 공식적으로 개장하였던 것으로 드러나고 있다.

## 개요
후쿠오카시 히가시구에 위치하고 있는 인공 섬인 후쿠오카 아일랜드시티의 마치즈구리 구역 안에 위치하고 있어, 자연 환경과의 공생을 위한 장소이기도 하며, 안전과 방재 등에 애써서 힘을 키워주는 곳이자 자연과의 만남을 겸하는 친환경적인 공원이기도 하다. 그리고 부산광역시에서도 이 공원을 지분으로 투자한 곳도 역시 존재하게 된다.

## 주변
- 데리하 세키스이 하우스 아레나
- 사이버 대학
- 아일랜드타워 스카이클럽

## 교통
- 니시테쓰 버스가 아일랜드시티 중앙공원 앞 버스 정류장에 정차 가능.

## 같이 보기
- 후쿠오카 아일랜드시티